# Mróz i ogień
Mróz i ogień (tyt. oryg. Frost and Fire) – zbiór opowiadań i esejów Rogera Zelazny’ego, laureata nagród Hugo i Nebula, wydany w 1989 roku przez wydawnictwo William Morrow (ISBN 0-688-08942-9). Polskie tłumaczenie, autorstwa Macieja Raginiaka, ukazało się w 2000 roku nakładem Rebisu (ISBN 83-7120-625-9).
Nazwa zbioru pochodzi od dwóch opowiadań zawartych w zbiorze, Wieczna zmarzlina oraz 24 widoki góry Fudżi Hokusaia (góra Fudżi jest wulkanem).
Każde opowiadanie i esej poprzedzone jest krótkim wstępem. Wyjątkiem jest tylko Coś w rodzaju egzorcyzmu które same w sobie jest bardziej wstępem niż esejem. Autor opisuje m.in. co się zmieniło w jego życiu od wcześniejszego zbioru opowiadań - Wariant jednorożca z 1983 roku.

## Dedykacja
Billowi Mouldinowi,

pamiętając o przysłudze

## Zawartość
- Coś w rodzaju egzorcyzmu („An Exorcism, of Sorts”)
- Wieczna zmarzlina („Permafrost”)
- LOKI 7281 („LOKI 7281”)
- Straszna pieśń („Dreadsong”)
- Sam zaskoczony („Itself Surprised”)
- Dzienna krew („Dayblood”)
- Konstruowanie powieści science fiction („Constructing A Science Fiction Novel”)
- Gromady z Tytana („The Bands of Titan”)
- Mana z nieba („Mana fom Heaven”)
- Nocni królowie („Night Kings”)
- Koniec wyprawy („Quest's End”)
- 24 widoki góry Fudżi Hokusaia(inne języki) („24 Views of Mt. Fuji, by Hokusai”)
- Fantasy i science fiction: z punktu widzenia pisarza („Fantasy and Science Fiction: A Writer's View”)